# Mimudea triguttata
Mimudea triguttata là một loài bướm đêm trong họ Crambidae.